# Skra (Gruzja)
Skra (gruz. სკრა) – wieś w Gruzji, w regionie Wewnętrzna Kartlia, w gminie Gori. W 2014 roku liczyła 1382 mieszkańców.

## Urodzeni
- Temur Chubuluri